# Ароматна
Ароматна — проміжна залізнична станція 1-го класу Дніпровської дирекції Придніпровської залізниці на двоколійній електрифікованій постійним струмом (=3 кВ) лінії Лозова — Павлоград I між станціями Варварівка (11 км) та Павлоград I (9 км). Розташована поблизу сіл Морозівське та Нові Вербки Павлоградського району Дніпропетровської області.

## Пасажирське сполучення
На станції Ароматна зупиняються приміські електропоїзди у Лозівському та Синельниківському напрямках.